# Callomelitta picta
Callomelitta picta är en biart som beskrevs av Smith 1853. Callomelitta picta ingår i släktet Callomelitta och familjen korttungebin. Inga underarter finns listade.

## Bildgalleri

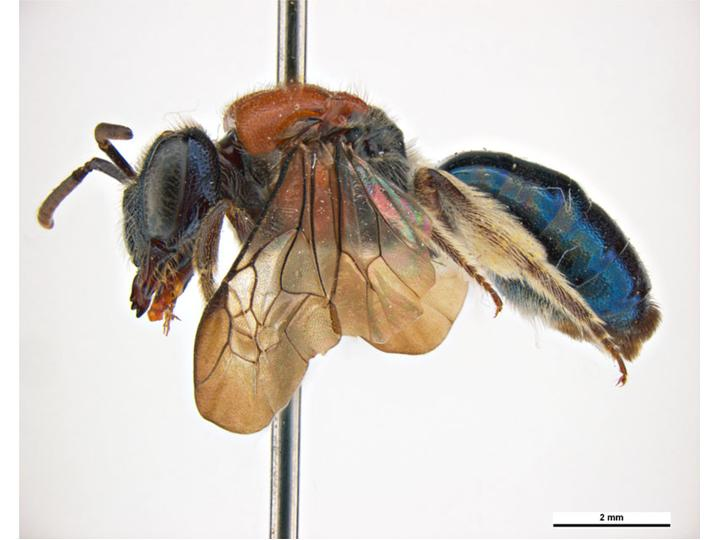
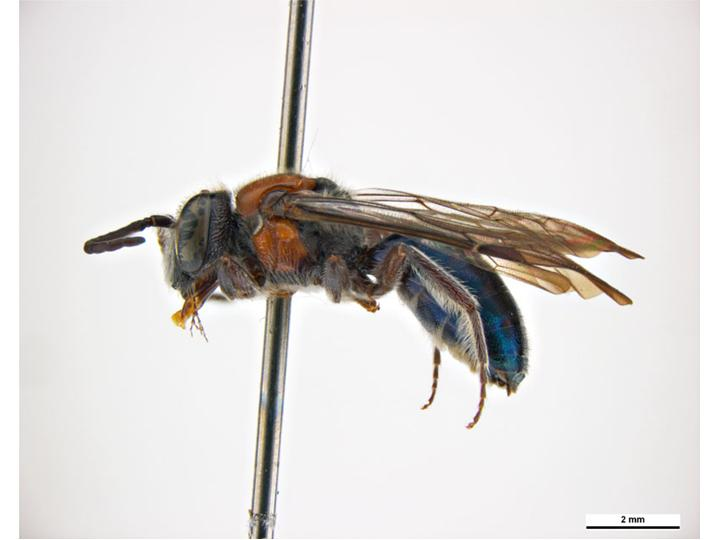